# إنفستر
إن إنفستر (Investor AB) هي شركة استثمارية سويدية ومجموعة شركات ضخمة قابضة ، تأسست عام 1916 وما زالت تسيطر عليها عائلة فالينبرج من خلال شركة إدارة الأصول (FAM). تمتلك الشركة حصة مسيطرة في العديد من الشركات السويدية الكبيرة ذات المناصب الأصغر في عدد من الشركات الأخرى. في نهاية عام 2013 ، بلغت القيمة السوقية لها 190.9 مليار كرون سويدية(21.4 مليار يورو ، 29.4 مليار دولار) ، وخصم من صافي قيمة الأصول بنسبة 11.4٪.

## الشركات التابعة

### الاستثمارات الأساسية
يمتلك المستثمر أسهماً في الشركات التالية كما في 31 ديسمبر 2013. 

### الشركات المدرجة
ABB - تكنولوجيا الطاقة والأتمتة (حصة 8.4٪ ، حقوق تصويت 8.4٪)
أطلس كوبكو - الأدوات والمعدات الصناعية (حصة 16.8٪ ، 22.3٪ حقوق تصويت)
AstraZeneca - الأدوية (حصة 4.1٪ ، حقوق تصويت 4.1٪)
الكترولوكس - الأجهزة الاستهلاكية (15.5٪ حصة ، 30.0٪ حقوق التصويت)
إريكسون - الاتصالات (5.3٪ حصة ، 21.5٪ حقوق تصويت)
Epiroc - معدات التعدين (17.1٪ حصة ، 22.7٪ حقوق تصويت)
Husqvarna - أدوات كهربائية خارجية ، مناشير ، جزازات أعشاب وآلات جزازات آلية (15.7٪ حصة ، 30.8٪ حقوق تصويت)
ناسداك - بورصة الأوراق المالية (11.5٪ حصة ، 11.5٪ حقوق تصويت)
صعب - الطيران والتكنولوجيا العسكرية (30.0٪ حصة ، 39.5٪ حقوق تصويت)
Orphan Biovitrum السويدية - شركة أدوية بيولوجية (39.7٪ حصة ، 39.8٪ حقوق تصويت)
SEB - البنوك (20.8٪ حصة ، 20.8٪ حقوق تصويت)
Wärtsilä - تطوير المحركات البحرية والطاقة (حصة 16.8٪ ، حقوق تصويت 16.8٪) 

### باتريشيا إندستريز
Mölnlycke Health Care - الأجهزة الطبية (حصة 96.0٪)
Permobil - الكراسي المتحركة الكهربائية (حصة 94.0٪)
أليريس - الرعاية الصحية في منطقة الشمال (حصة 100.0٪)
Grand Hôtel / Vectura - الفنادق والعقارات (حصة 100.0٪)
BraunAbility (حصة 100.0٪)

### الاستثمارات المالية الأولية
EQT Partners - صناديق الأسهم الخاصة
Investor Growth Capital - رأس المال الاستثماري في مجال الرعاية الصحية والتكنولوجيا في الولايات المتحدة والصين
3 الدول الاسكندنافية - شبكات المحمول والنطاق العريض في الدول الاسكندنافية